# 阿布莱汗·茹苏波夫
阿布莱汗·凯拉托维奇·茹苏波夫（1997年1月10日—）生于阿拜，是一名哈萨克斯坦男子拳击运动员。他在大约七八岁时开始练习拳击，当时他的母亲将他送到拳击学校练习。茹苏波夫于2020年10月底完成了自己的职业拳击比赛首秀，然而他仍决定暂且不正式进入职业拳击世界，专注于2021年进行的第32届夏季奥运。2022年，他正式进军职业拳击，并在该年6月首次以职业选手身份参加比赛。